# Bahnhof Mühldorf (Oberbay)
Bahnhof Mühldorf egy 4. kategóriába tartozó vasútállomás Németországban, Bajorországban, Mühldorf am Inn településen. Az állomás fontos vasúti csomópont, hat irányból futnak itt össze a sínek. Villamosított vasútvonal nem érinti, az állomást a dízelüzemű járművek birtokolják.

## Vasútvonalak
Az állomást az alábbi vasútvonalak érintik:
- München–Simbach-vasútvonal
- Rosenheim–Mühldorf-vasútvonal
- Mühldorf–Pilsting-vasútvonal
- Mühldorf–Freilassing-vasútvonal
- Mühldorf–Burghausen-vasútvonal

## Kapcsolódó állomások
A vasútállomáshoz az alábbi állomások vannak a legközelebb:
- Ampfing station
- Töging (Inn) station
- Bahnhof Waldkraiburg-Kraiburg

## Járatok
| Járat | Útvonal                                                                       | Gyakoriság                                              |
| ----- | ----------------------------------------------------------------------------- | ------------------------------------------------------- |
| RE4   | München – Dorfen Bahnhof – Mühldorf (– Simbach)                               | hétfőtől péntekig 3 vonatpár                            |
| RB40  | München – Markt Schwaben – Dorfen Bahnhof – Mühldorf                          | 60 percenként                                           |
| RB41  | Mühldorf – Neuötting – Marktl – Simbach                                       | 60 percenként                                           |
| RB42  | Mühldorf – Tüßling – Altötting – Burghausen                                   | 60 percenként                                           |
| RB44  | (Landshut – Neumarkt-St. Veit –) Mühldorf – Wasserburg – Rosenheim            | 60 percenként (120 percenként)                          |
| RB45  | (Landshut – Neumarkt-St. Veit –) Mühldorf – Garching – Freilassing – Salzburg | 60 percenként (120 percenként)                          |
| RB46  | Mühldorf – Neumarkt-St. Veit – Pfarrkirchen – Pocking – Passau                | 60 percenként                                           |
| RB47  | Mühldorf – Garching – Trostberg – Hörpolding (– Traunreut) – Traunstein       | 120 percenként (részleges Traunstein/Traunreuth szárny) |

## Képek

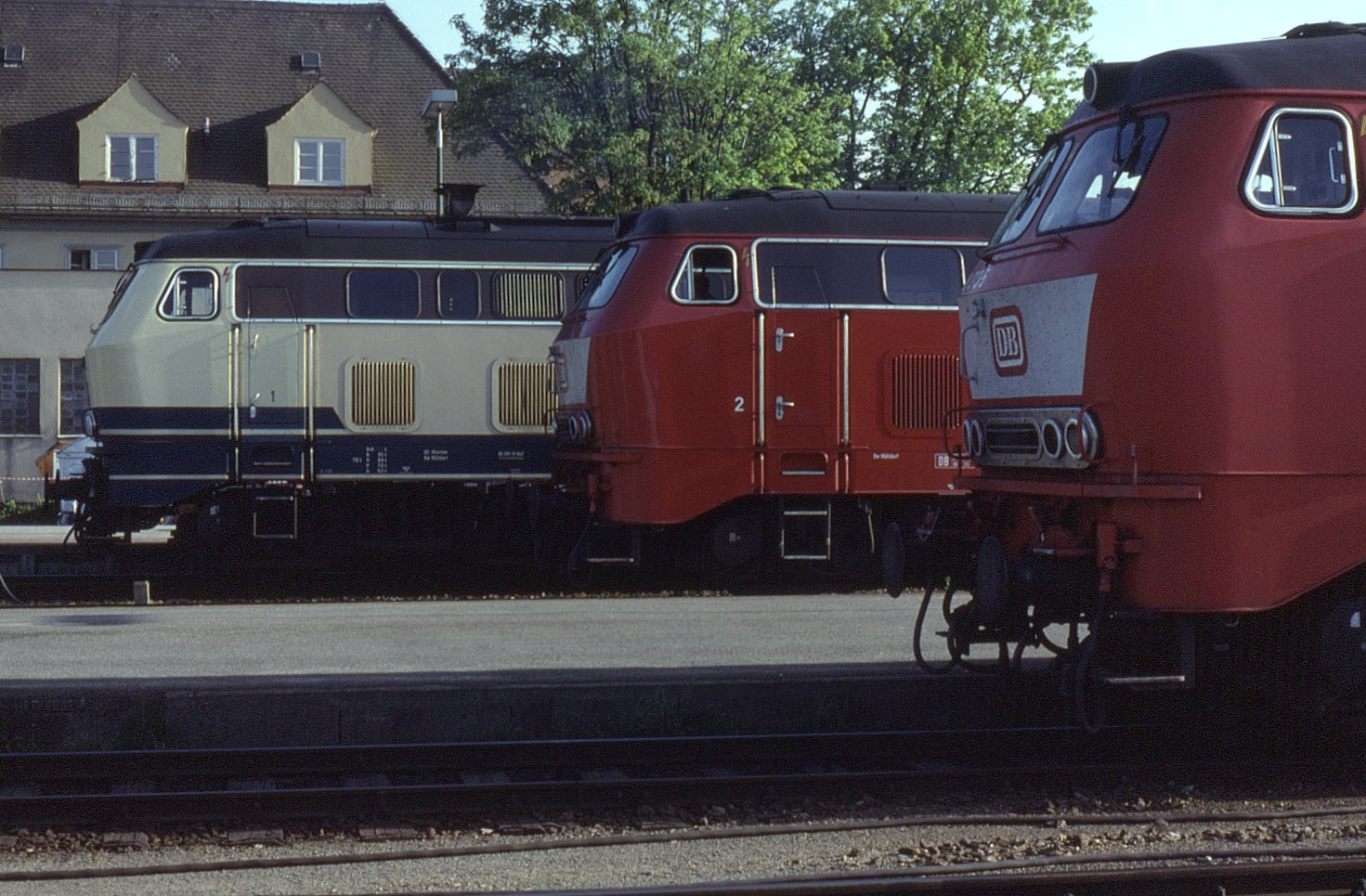
Különböző festésű dízelmozdonyok 1992-ben
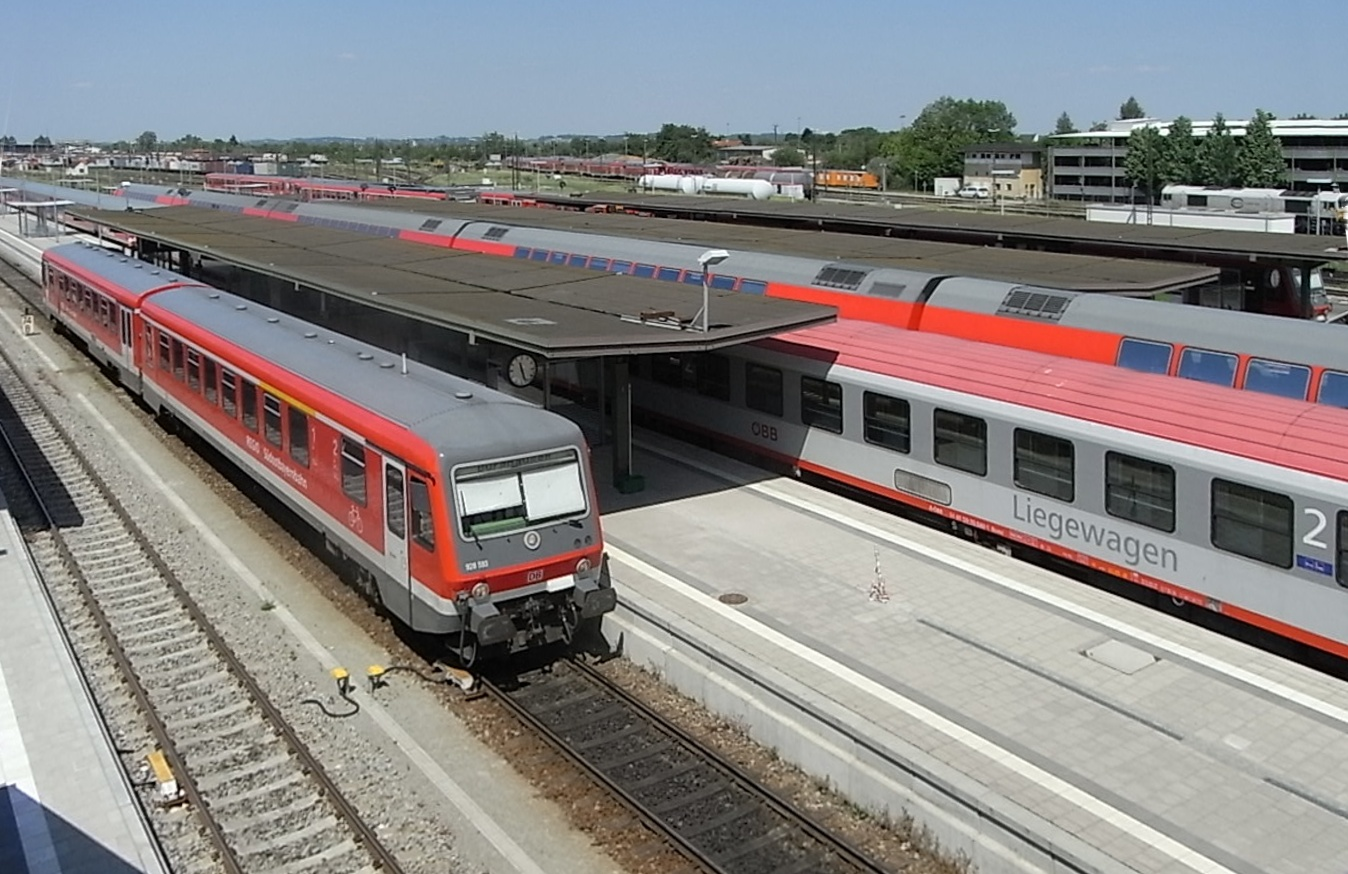
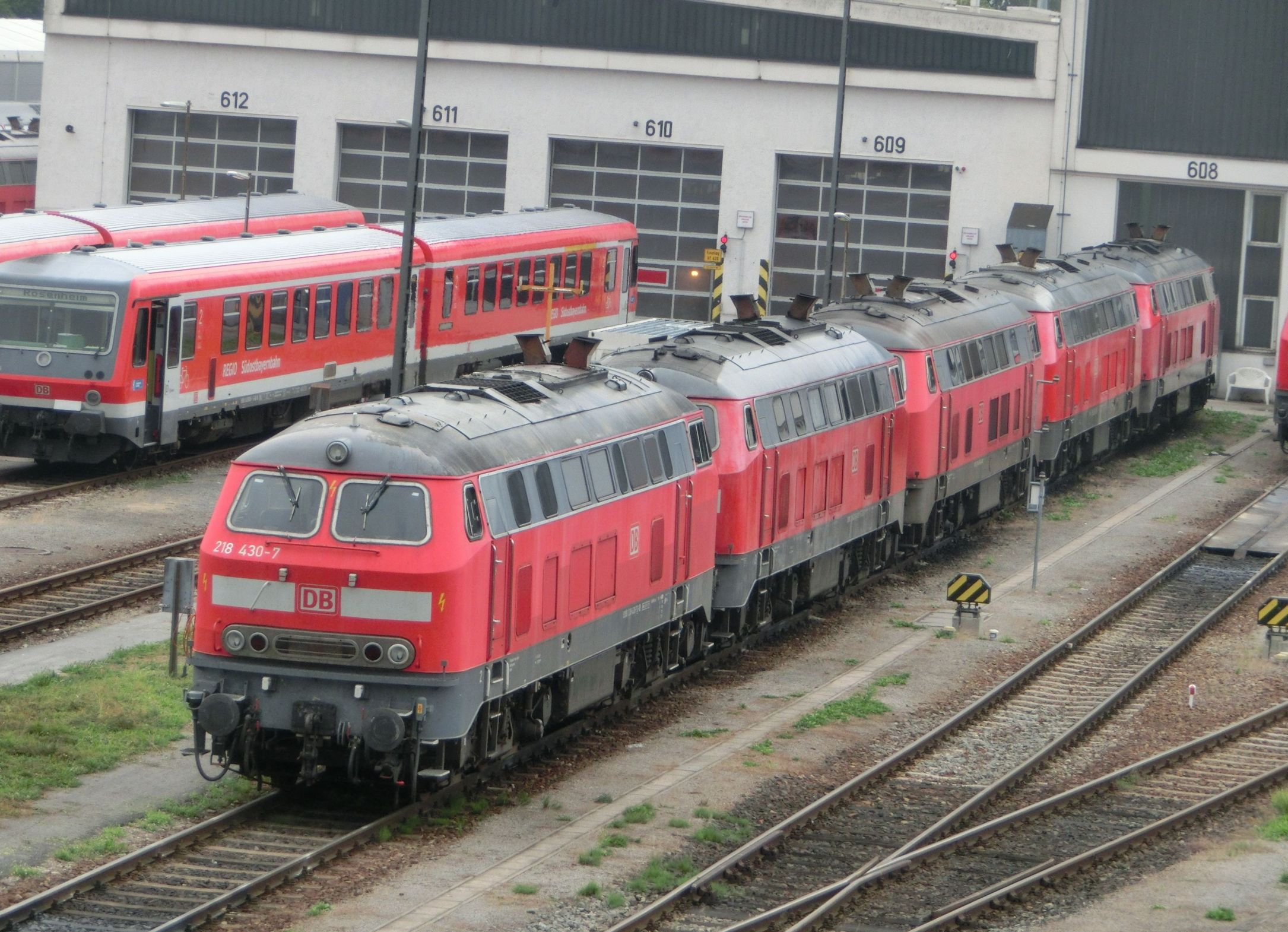
DB 218 sorozatú mozdonyok az állomás fűtőházánál
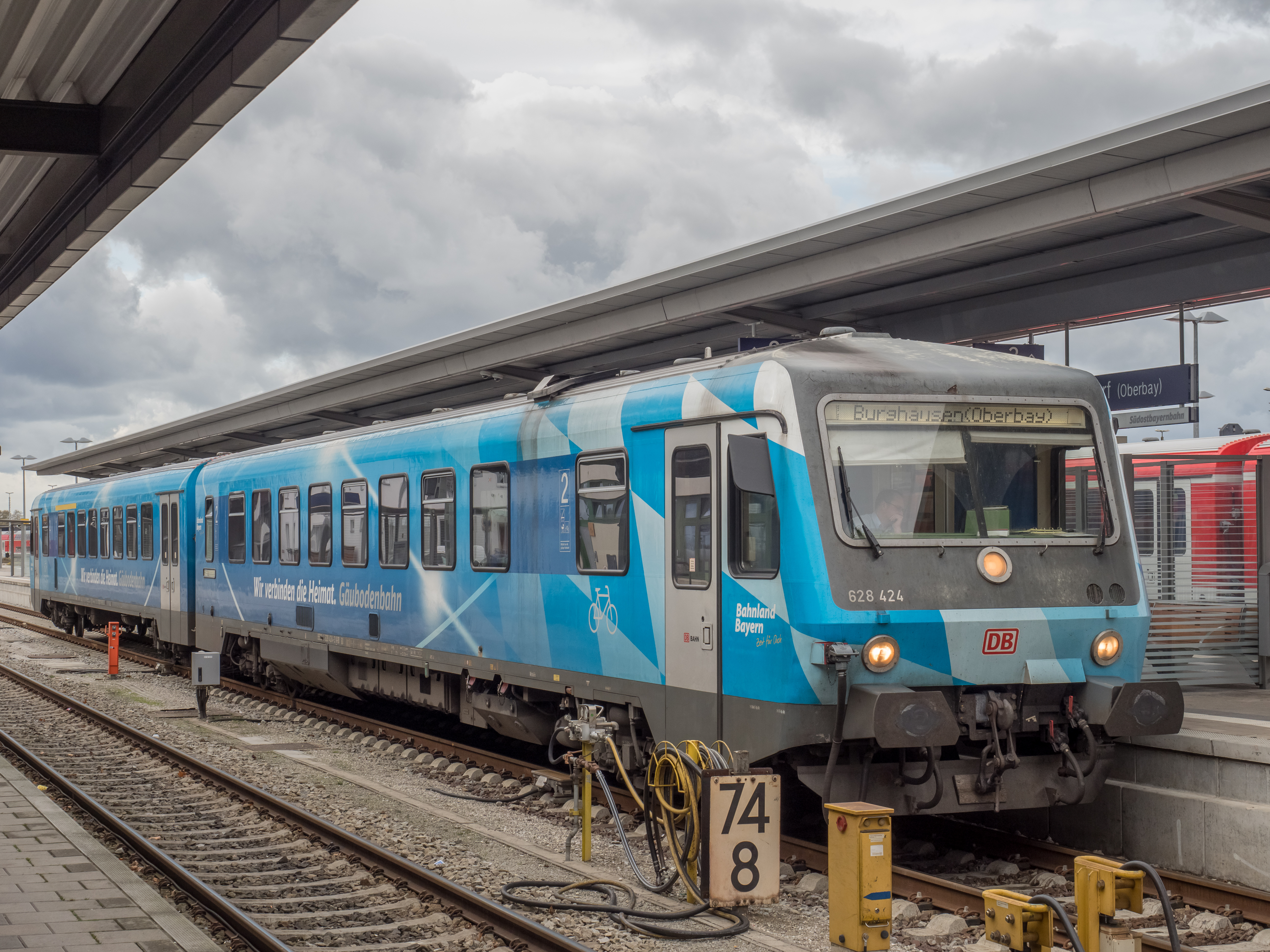
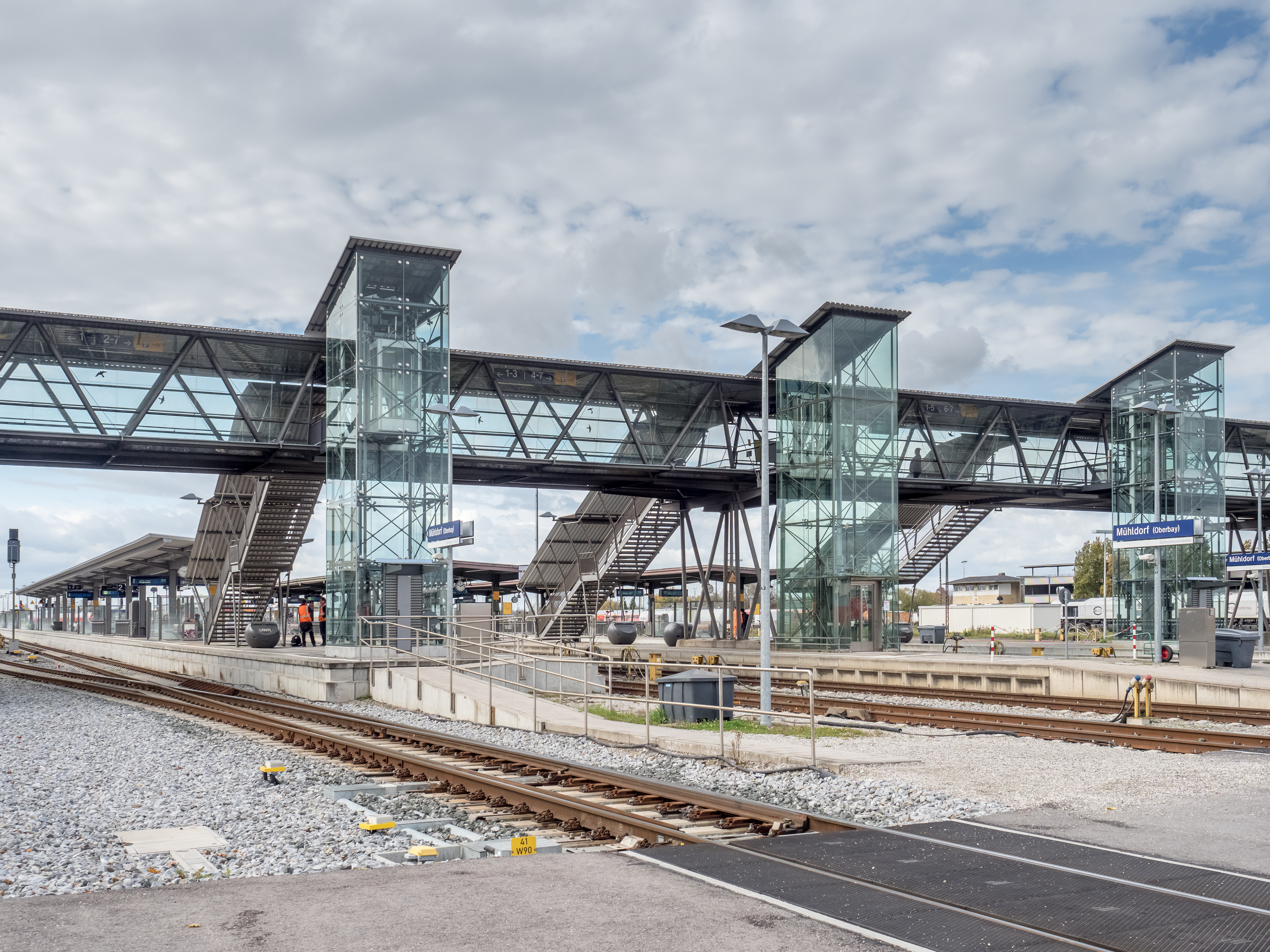
Gyalogos felüljárók
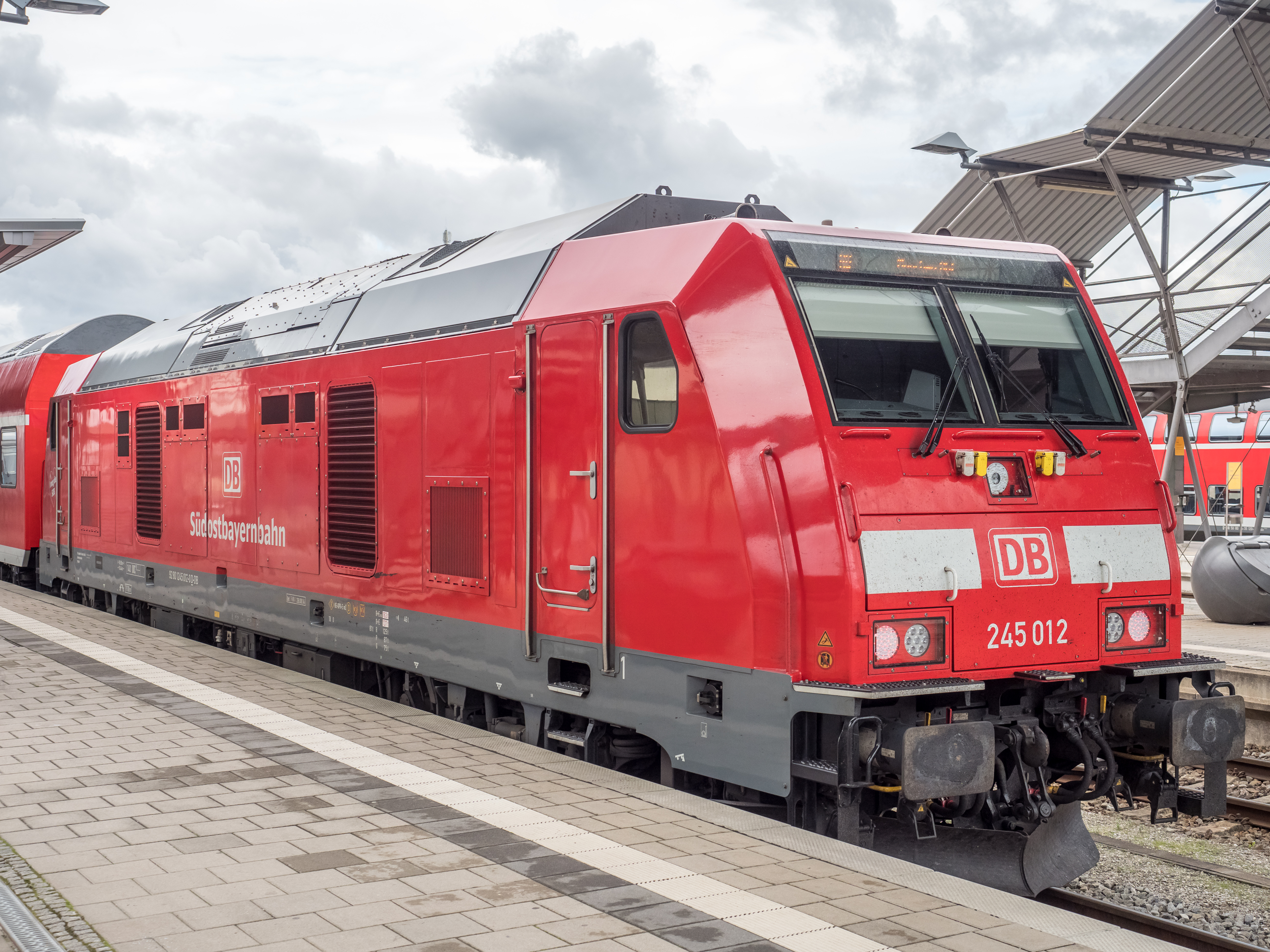
DB 245 sorozatú dízelmozdony az állomáson
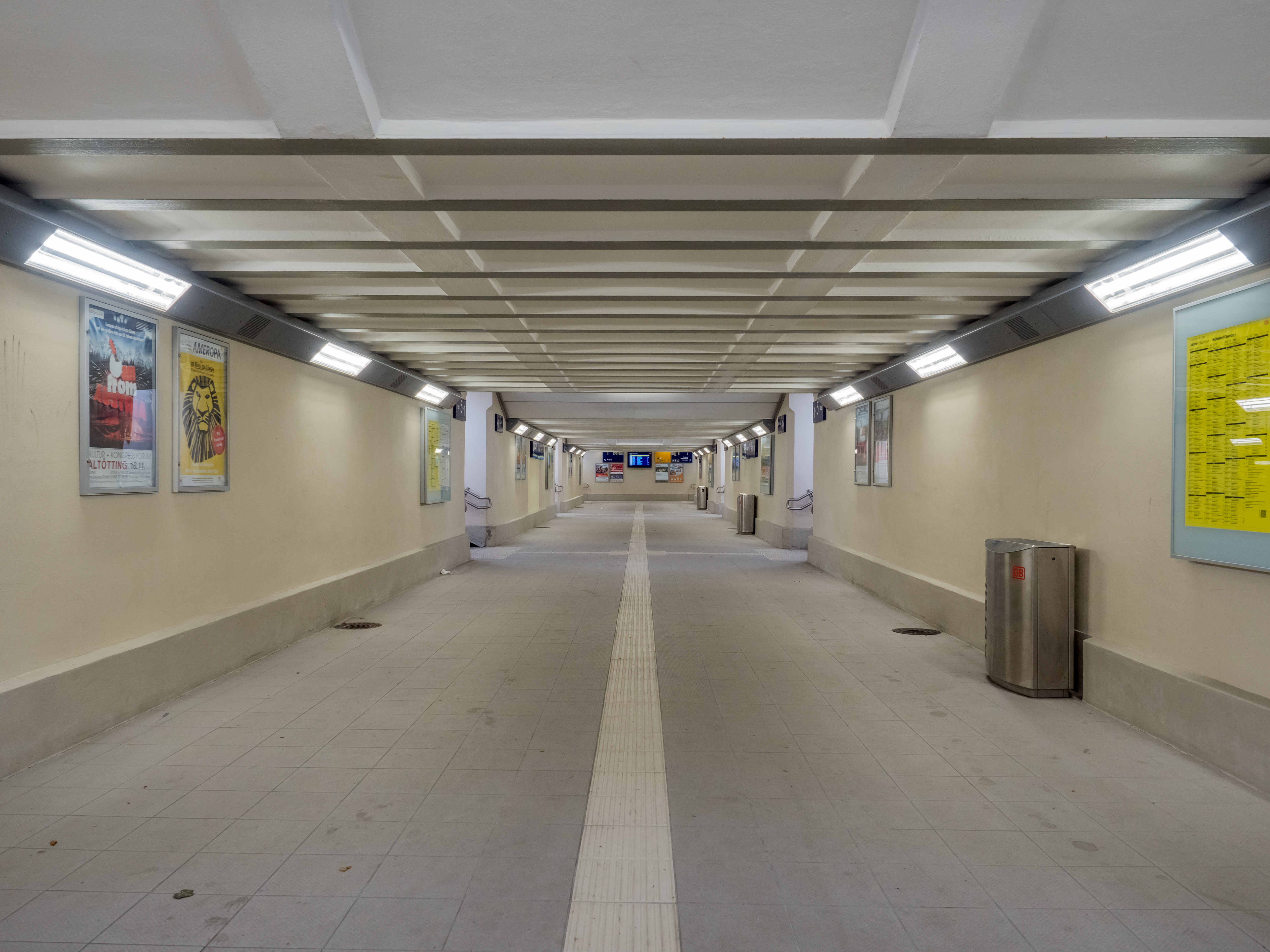
Gyalogos aluljáró
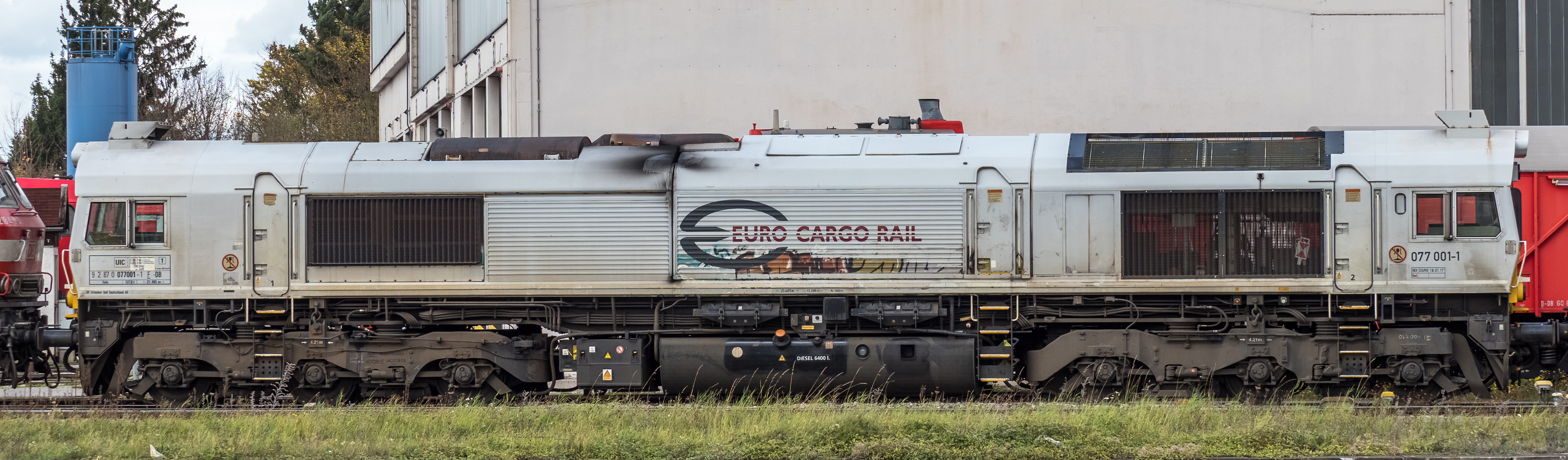
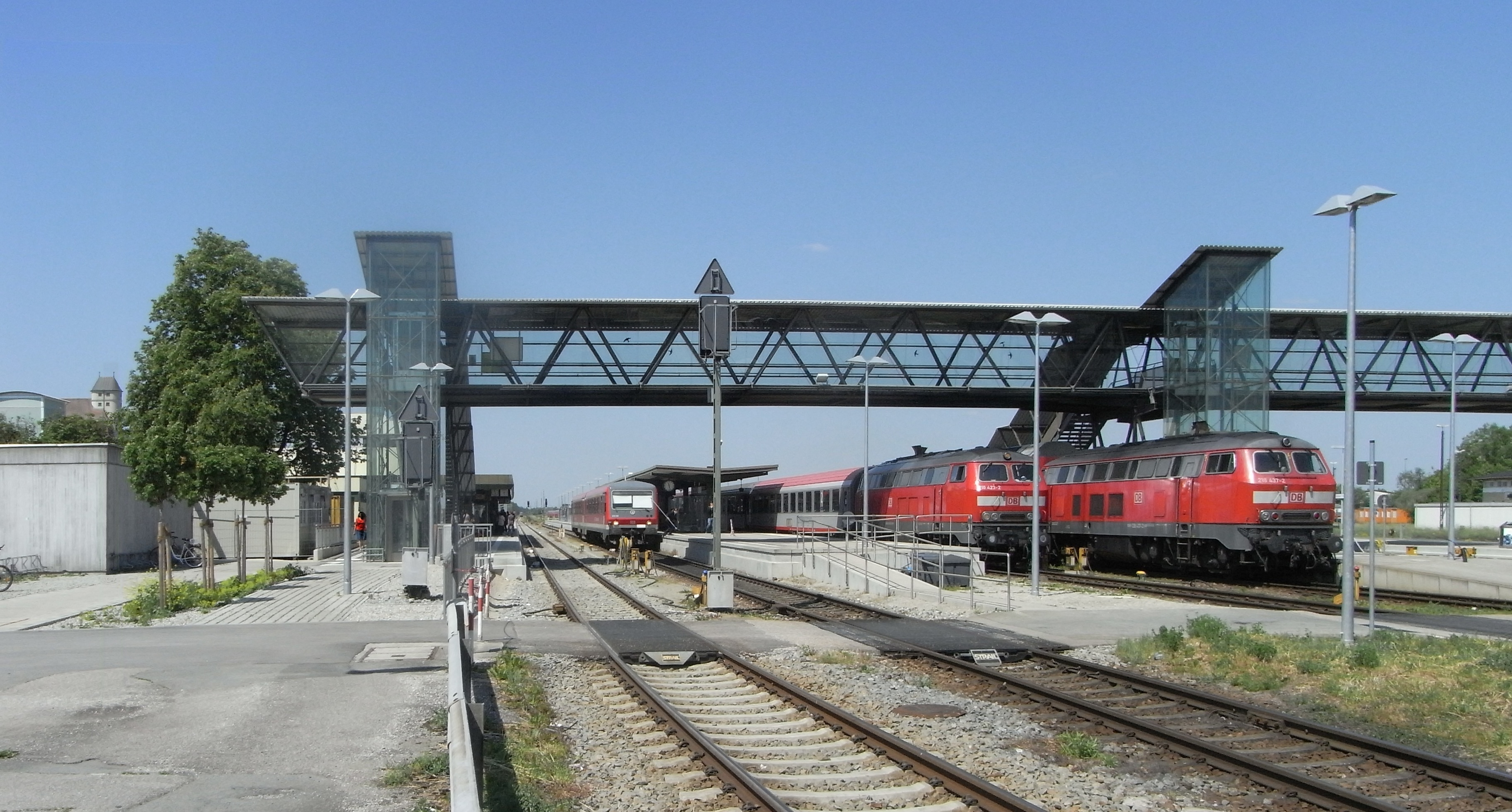